# コンステレーション (テレビドラマ)
『コンステレーション』（Constellation）は2024年公開のApple TV+のSF心理スリラーテレビドラマシリーズである。

## 概要
国際宇宙ステーションISSでの量子実験により平行宇宙の分岐が起き、影響を受ける人々を描く。
シーズン1は2024年2月21日に始まり、最初の3話が配信されたのち、翌週からは週に1話ずつ追加された。
2024年5月10日に打ち切りが発表された。

## キャスト
※括弧内は日本語吹替。 

### メイン
- ジョー・エリクソン : ノオミ・ラパス（佐古真弓） : アメリカ、ヨーロッパ、ロシア、日本が協力運営する宇宙ステーションISSの副長、スウェーデン人
- ヘンリー・カルデラ : ジョナサン・バンクス（立川三貴）: 元宇宙飛行士、NASAの機関RPLの理論物理学者、中佐 (こちらの世界)
- バド・カルデラ : ジョナサン・バンクス（立川三貴）: アポロ18号で事故に遭いながらも月に着陸した[注釈 1]元宇宙飛行士 (あちらの世界)
- マグナス : ジェームズ・ダーシー（高橋広樹） : ジョーの夫、教師
- アリス : Davina Coleman、Rosie Coleman（福島香々） : ジョーの娘
- フレデリック  : ジュリアン・ルーマン（福田賢二） : 欧州宇宙機関(ESA)でのジョーの上司
- イリヤ : ヘンリー・デヴィッド（細貝光司） : 宇宙ステーションのクルー、ロシア人

- ポール・ランカスター : William Catlett（斉藤淳） : 宇宙ステーションの指揮官、アメリカ人
- イレーナ・リセンコ : バルバラ・スコヴァ（相沢恵子） : ロスコスモスの上級管制官、元ソ連の宇宙飛行士、少佐

### リカーリング
- オードリー : Carole Weyers : 宇宙ステーションのクルー、フランス人
- ヤズミナ : Sandra Teles : 宇宙ステーションのクルー、イギリス人
- セルゲイ :  Lenn Kudrjawizki : カザフスタンのロスコスモスの管制センター(ツープ)のオペレーター
- ミカエラ : Chipo Chung :NASAのコントローラー、中佐
- フリーダ・ランカスター : Rebecca Scroggs : ポールの妻
- ブライト : Clare-Hope Ashitey（三木晶） : FBI捜査官

## あらすじ
国際宇宙ステーションISSでの量子実験の途中に宇宙ゴミとの衝突事故が起きる。二つの分岐した平行世界の物事が語られる。いずれの世界でも、多くの宇宙飛行士がしばしば奇妙な現象を目撃し、その記憶に苦しんできたことが明らかになる。
こちらの世界では、指揮官のポール・ランカスターが死亡し、スウェーデン人の宇宙飛行士のジョー・エリクソンは、記録に存在しない死んだソ連の宇宙飛行士を見るなど、奇妙な体験の後で地上に戻るも、家族やその他の物事に違和感を覚える。元宇宙飛行士で物理学者のヘンリー・カルデラが量子実験を主導している。ジョーは量子実験モジュールCALを持ち出し、アリスを連れ出してスウェーデンの森の中の山小屋に来る。アリスもまた母に違和感を覚え、録音装置を通じてジョーが死んだあちらの世界の自分と会話し、母が入れ替わった可能性を話しあう。
あちらの世界では事故でジョーが死亡し、ポールがやはり奇妙な体験の後で地上に戻るもやはり数々の違和感を覚える。アポロ18号の事故の後でNASAを追われたカルデラがバドと名乗りうらぶれた生活を送る。バドは殺人を犯し、訪ねて来たポールを撃って負傷させる。
二つの世界のヘンリーとバドは入れ替わる。あちらの世界に行ったヘンリーはバドとして逮捕される。
こちらの世界では、ジョーは拘束されてロシアの元宇宙飛行士イレーナの管理する療養施設に入れられ、妊娠していると告げられる。ジョーとアリスはともに違和感を抑え、ジョーの夫でアリスの父のマグナスと一緒に再び暮らし始める。
あちらの世界では、イレーナがソ連の宇宙飛行士として宇宙での任務中に死んでいることが分かる。死んだと思われていたジョーがISSで息を吹き返す。

## エピソード
| シーズン 話数 | タイトル                                                                                 | 監督                         | 脚本               | 公開日        |
| --- | ---------------------------------------------------------------------------------------- | ---------------------------- | ------------------ | ------------- |
| 1 | "傷ついた天使" "The Wounded Angel"                                                       | ミシェル・マクラーレン       | ピーター・ハーネス | 2024年2月21日 |
| スウェーデン北部をジョーと娘アリスが車を走らせて山小屋に着く。 5週間前、CALの量子実験のさなかにジョーが乗務する宇宙ステーションに宇宙ゴミが衝突し、指揮官のポールが死んでジョーが後継となる。ソユーズ1号を修理中のジョーは、宇宙ゴミとしてソビエト連邦の宇宙服を着た死体を見る。ヒューストンのヘンリーはCALのデータコアを持ち帰ることを主張する。クルーのうち3人はソユーズ2号で帰還し、ジョーは一人でISSに残って生存をはかり、奇妙な現象を見る。ジョーの夫マグナスと娘アリスは、ドイツのケルンからカザフスタンのバイコヌール宇宙基地に到着する。 |                                                                                          |                              |                    |               |
| 2 | "死ぬのは奴らだ" "Live and Let Die"                                                      | ミシェル・マクラーレン       | ピーター・ハーネス | 2024年2月21日 |
| ジョーはアリスに、別のアリスを救わなければと話して山小屋を出る。 5週間前、ISSで生存できる時間は残り少なくなり通信機能は失われ、ジョーは自力で軌道離脱パラメーターを計算しソユーズ1号で地球に帰る。ヘンリーが執着するCALのモジュールと、ポールの亡骸を持ち帰る。 |                                                                                          |                              |                    |               |
| 3 | "宇宙のどこかに私の心が" "Somewhere in Space Hangs My Heart"                             | オリヴァー・ヒルシュビーゲル | ピーター・ハーネス | 2024年2月21日 |
| ジョーはアリスを連れて別の山小屋に行く。アリスはジョーが別の人物だと疑う。 数週間前、ジョーは他のクルーとともにモスクワ郊外のスターシティで療養する。ジョーは宇宙ゴミが女性の遺体であったと主張するも信じられず、ロスコスモスの上級管制官のイレーナに証言を変えさせられる。ヘンリーは量子干渉の現象を目撃したと主張するも信じられない。ジョーは家族とドイツ、ケルンの自宅に帰る。様々な事柄が記憶と異なることに気づく。 2021年、平行世界であるあちらの世界のバド・カルデラはSFファンのためのクルーズのゲストとなり、宇宙旅行が実行されたことを疑う懐疑論者と口論になって殺す。 |                                                                                          |                              |                    |               |
| 4 | "神の左手" "The Left Hand of God"                                                        | オリヴァー・ヒルシュビーゲル | ピーター・ハーネス | 2024年2月28日 |
| 数週間前、ケルンの自宅に帰ったジョーは現実と記憶との様々な違いに戸惑い、上司のフレデリックとの不倫関係も覚えていない。ヘンリーはジョーに、「神の左手」と呼ばれる宇宙飛行士の奇妙な体験のことを話す。ジョーは宇宙飛行士の燃え尽き症候群と診断され、向精神薬を処方されるも、以前から処方されている「ビタミンB」にも同じくリチウム-7が入っていることに気づく。ヘンリーや、他の奇妙な体験をした飛行士も「ビタミンB」を処方されていたと知る。デンマークで録音された音声データから、自分の宇宙での体験が現実であったと知る。ヘンリーは、量子干渉の現象を誰にも信じられず、上司のミカエラからCALプロジェクト打ち切りを宣告される。アリスは、自分が母ジョーの葬式に出ている幻視を見る。 あちらの世界では、バドが殺した懐疑論者の死をめぐり、FBIのブライト捜査官がクルーズ船にやってくる。防犯カメラの映像には奇妙な干渉が映る。スウェーデン北部では、マグナスとアリスが山小屋に向かって歩く。 |                                                                                          |                              |                    |               |
| 5 | "8キロ沖は音が明瞭" "Five Miles Out, the Sound Is Clearest"                              | オリヴァー・ヒルシュビーゲル | ピーター・ハーネス | 2024年3月6日  |
| ジョーは頭を打って倒れたマグナスを家に置き去りにし、ESAからCALのモジュールを盗み、アリスを連れてデンマークに向かう。ロシアの同僚飛行士イリヤに電話し、自分だけが向精神薬を処方されていたと話す。イリヤは自分たち飛行士の医療記録を調べようとするも、リセンコに止められる。マグナスが警察に連絡しようとするも、ジョーのキャリアへの悪影響を心配するフレデリックが止める。ジョーは自分の音声を録音した姉弟に会い、過去の宇宙飛行士の交信の録音テープを渡される。過去に宇宙飛行士が数々の超自然的な出来事を体験するも隠蔽されたと語られる。ジョーはキャビネットに隠れる癖のあるアリスに不安の源を訪ねると、宇宙服を着た女性の死体の「ヴァーリャ」だと答えられて衝撃を受ける。ジョーはアリスを連れて山小屋に行く。自分とアリスの録音テープを聞くと、アリスが奇妙な相違点に気づく。CALモジュールを盗まれたヘンリーは、鏡越しにあちらの世界のバドと話す。                                   |                                                                                          |                              |                    |               |
| 6 | "ポールは死んだ" "Paul Is Dead"                                                          | ヨセフ・シダー               | ピーター・ハーネス | 2024年3月13日 |
| あちらの世界での出来事が描かれる。ISSでの事故ではポールの代わりにジョーが死に、CALは行方不明となる。ポールはジョーの遺体を持ち帰ろうとするも、ジョーが生きているかのような奇妙な現象を目撃したためにISSに置き去りにして帰還する。地球に帰還したポールは、記憶とは異なる出来事を経験し、他の誰もCAL実験のことを知らない。CALの開発者のヘンリー・カルデラの代わりに、アポロ18号に搭乗した宇宙飛行士のバド・カルデラが存在する。ポールはジョーの葬式で卒倒し、そこを別の平行世界のアリスが目撃する。マグナスとアリスは休暇を取り、スウェーデンの山小屋に行く。夜、山小屋に車で来たジョーをアリスが見る。ポールはカリフォルニアのバド・カルデラの家に行く。ポールの記憶では、アポロ18号は事故を起こさず全員が帰還しているが、バドは事故で二人を亡くしている。ポールの追及に嫌気がさしたバドはポールに向けて銃を撃つ。                                                                     |                                                                                          |                              |                    |               |
| 7 | "鏡の国のアリス" "Through the Looking Glass"                                             | ヨセフ・シダー               | ピーター・ハーネス | 2024年3月20日 |
| こちらの世界では、マグナス、フレデリック、ヘンリーの加わった捜索隊がジョーとアリスとCALを追う。ジョーとアリスは互いに違和感を感じ始める。ジョーが死んだ世界では、山小屋でアリスがジョーのビジョンを見る。二つの世界のアリスは、それぞれ別の荒れた山小屋を見つけ、クローゼットの中で録音装置を使って互いに会話し、鏡越しに互いの姿を見る。二人は、それぞれのジョーが入れ替わったではないかと話しあう。ジョーは、火事になった山小屋から、スウェーデン語を話せない、自分のものではないアリスを救出する。ヘンリーとバドはそれぞれの肉体をしばし交換し、ヘンリーはバドに撃たれたポールを救おうとする。入院したアリスは宇宙服を着た死骸のビジョンを見る。マグナスから、ジョーはイレーナのもとにいると聞かされる。 |                                                                                          |                              |                    |               |
| 8 | "これらの断片で私は己の崩壊を支えてきた" "These Fragments I Have Shored Against My Ruin" | ヨセフ・シダー               | ピーター・ハーネス | 2024年3月27日 |
| ジョーはイレーナの管理する、宇宙飛行士の「燃え尽き症候群」を治療する施設に連れて行かれる。イリヤが訪ねて来て、逃げ出すための鍵を渡す。だがジョーは、最初の宇宙飛行士だとされる別の患者を見た後にとどまることを選ぶ。二つの世界のアリスは父マグナスに世界の分岐と母の入れ替わりを説明するも理解してもらえずあきらめる。イレーナはジョーに妊娠を告げる。こちらの世界でヘンリーに入れ替わったバドはCALを破壊し、イレーナに入れ替わりを告げる。あちらの世界でバドに入れ替わったヘンリーは、懐疑論者殺人とポールの殺人未遂で逮捕される。ポールは病院で目覚める。こちらの世界のジョーとアリスはともに違和感を抑えてマグナスと共に暮らし始める。あちらの世界のISSでは、怪我を負っていたジョーが目覚める。 |                                                                                          |                              |                    |               |